# Ronnie Sundin
Ronnie Karl Sundin (* 3. října 1970, Ludvika) je bývalý švédský lední hokejista, obránce. Se švédskou reprezentací vyhrál zlatou medaili na olympijských hrách v Turíně roku 2006 a na mistrovství světa 2006. Krom toho má ze světového šampionátu tři stříbra (1997, 2003, 2004) a jeden bronz (2002). Zúčastnil se i mistrovství světa 1996 a 2005. Patří do skupiny osmi švédských hokejistů, kterým se jako prvním v historii podařilo vyhrát olympijský turnaj i světový šampionát v jednom roce. S výjimkou jediné sezóny v zámoří (v dresu New York Rangers, za něž ale odehrál jediný zápas a většinu sezóny strávil v AHL, v Hartford Wolf Pack) strávil celou kariéru doma. Švédskou nejvyšší soutěž hrál za jediný klub: Frölunda HC. Strávil v něm 16 sezón (1992–1997, 1998–2009). Dvakrát s ním slavil mistrovský titul (2003, 2005). Nastoupil za Frölundu k 891 utkáním, což je klubový rekord. V první lize hrál 705 zápasů, zaznamenal 204 kanadských bodů (61 branek). Sundin byl v létě 2019 přistižen při řízení v opilosti a v prosinci 2019 odsouzen ke dvěma měsícům vězení. V době spáchání trestného činu měl u sebe nůž, což je ve Švédsku také trestné.